# Le Sommeil d'Endymion
Endymion, effet de lune, ou Le Sommeil d'Endymion, est un tableau peint par Anne-Louis Girodet en 1791 et conservé au musée du Louvre.

## Description
Le jeune berger Endymion, plongé dans un sommeil éternel, reçoit la visite nocturne de la déesse de la Lune (Diane ou Séléné) qui s'est éprise de sa beauté. La déesse est figurée sous la forme d'un rayon de lune dont la lumière — Zéphyr aidant à écarter l'ombrage des buissons — inonde le corps nu et alangui du berger reposant dans une grotte du mont Latmos. 
Ce tableau constitue l'« envoi » du séjour romain de Girodet et le premier succès du peintre au Salon de 1793. 
Il est de nouveau exposé au Salon de 1814.